# 発声器官
発声器官（はっせいきかん）とは、ヒトが声を発するために用いる器官の総称である。

## 概要
人の声は気流・発声・調音を介して生成される。すなわち肺に溜めた空気を押し出し、呼気圧と気流が声帯を振動させて音高をもつ喉頭原音を生成し、これを唇・舌・歯の制御により口腔および鼻腔で共鳴させ母音・子音を形成して声としている。音声学における「発声」は声帯振動による原音生成を指すが、一般用語としての「発声」はこれら一連の音声合成過程を指す。この広義の発声には主に呼吸器官のほか咀嚼、嚥下のための機構が利用される。以下に主な「発声器官」を挙げる。
- 肺及び気管（気道）全般
- 喉頭懸垂機構
- 内喉頭筋
- 胸郭、腹腔を構成する筋、骨群（腹腔の内容物は腹圧で横隔膜を押す際に作動媒体として機能する）